# Marcus Leatherdale
Marcus Leatherdale (Montréal, 18 settembre 1952 – McCluskieganj, 22 aprile 2022) è stato un fotografo canadese.

## Biografia
Leatherdale nasce a Montréal da padre veterinario e madre casalinga.
Si trasferì a New York nel 1978, dove frequentò la School of Visual Arts. Ha iniziato la sua carriera a New York City all'inizio degli anni ottanta, aprendo uno studio in Grand Street.
Leatherdale prestò servizio per un certo periodo come direttore dell'ufficio di Robert Mapplethorpe e fu fotografato nudo dal maestro, mentre afferrava una corda con la mano destra e teneva un coniglio nella sinistra.
Successivamente ha lavorato come assistente curatore del collezionista d'arte Sam Wagstaff. Ben presto divenne un beniamino dell'allora vivace scena dei club e delle riviste dedicate alla moda: Interview, Details, The New Yorker, Vanity Fair ed Elle presentarono il suo lavoro. Successivamente è apparso in pubblicazioni artistiche come Artforum, Art News e Art in America. I suoi modelli erano artisti sconosciuti ma eccezionali – come Larissa, Claudia Summers, sua futura moglie, o Ruby Zebra, o artisti famosi come Madonna, Keith Haring, Andy Warhol, Winston Tong, Divine, Trisha Brown, Lisa Lyon, Andrée Putman, Kathy Acker, Jodie Foster e il collega fotografo John Dugdale. Per un bel po' Leatherdale rimase all'ombra di Mapplethorpe, ma fu presto scoperto come una forza creativa a pieno titolo da Christian Michelides, il fondatore della Molotov Art Gallery di Vienna. Leatherdale volò a Vienna, dove presentò il suo lavoro e fu acclamato dal pubblico e dalla stampa.
Nel 1993 iniziò a trascorrere metà dell'anno nella città santa di Banaras, in India. Con sede in un'antica casa nel centro della città vecchia, iniziò a fotografare le diverse e straordinarie persone del luogo, dai santi alle celebrità, dai reali ai tribali, facendosi strada con attenzione tra alcune delle figure più sfuggenti dell'India per realizzare i suoi ritratti. Fin dall'inizio, la sua intenzione era quella di rendere omaggio allo spirito senza tempo dell'India attraverso una rappresentazione altamente specifica dei suoi individui. Le sue foto includono principesse e barcaioli, star del cinema e artisti circensi, mendicanti di strada e vescovi, madri e bambini in abiti tradizionali. Leatherdale ha esplorato quanto gran parte del paese fosse sostanzialmente inalterata dal passare del tempo; ed è stato osservato che questo approccio è decisamente postcoloniale. Nel 1999, Leatherdale si è trasferito a Jharkhand, dove si è concentrato sugli Adivasi, e successivamente a Serra da Estrela, nelle montagne del Portogallo centrale, dove stabilì la sua seconda casa.
Le tecniche di stampa opaca di Leatherdale, che adattano processi ottocenteschi e impiegano colorazioni metà nere e metà seppia, rafforzano l'atemporalità dei suoi soggetti. Toni e superfici opache differenziano efficacemente i suoi ritratti dalla facile lucidità della fotografia di moda.
Nel 2019, Leatherdale ha raccolto il suo lavoro degli anni '80 in un libro intitolato Out of the Shadows, scritto con la moglie Claudia Summers. Nel 2021 fu colpito da un ictus.
Morì suicida il 22 aprile 2022 all'età di 69 anni nella sua casa in India.

## Vita privata
Si sposò con Claudia Summers nel 1979. La coppia adottò un figlio, Kailash. I due divorziarono nel 2018.
Durante la sua permanenza a New York, ebbe una relazione con il collega e amico Mapplethorpe, di cui gestiva inoltre il suo studio fotografico.

## Esposizioni
- 1980, Urban Women, Club 57, NYC
- 1980, Danceteria, NYC
- 1981, Stilvende, NYC
- 1982, The Clock Tower, PS1, NYC
- 1982, 544 Natoma Gallery, San Francisco
- 1982, Eiko And Komo, Stilvende, NYC
- 1983, Form And Function Gallery, Atlanta
- 1983, Galerie in der GGK Wien, Vienna, Austria
- 1983, The Ring, Vienna (organized by Molotov)
- 1983, London Regional Art Gallery, London, Ontario, Canada
- 1984, Performance, Greathouse Gallery, NYC
- 1984, Social Segments, Grey Art Gallery, NYU
- 1984, Rheinisches Landesmuseum, Bonn
- 1985, Ritual, Greathouse Gallery, NYC
- 1985, Artinzer, Munich
- 1985, Leatherdale/Noguchi, Gallery 291, Atlanta
- 1985, Paul Cava Gallery, Philadelphia
- 1986, Poison Ivy, Greathouse Gallery, NYC
- 1986, Wessel O’Connor Gallery, Rome
- 1986, Hidden Identities, Michael Todd Gallery, Palladium, NYC
- 1987, Demigods, Greathouse Gallery, NYC
- 1987, Collier Gallery, Scottsdale, Arizona
- 1987, Tunnel Gallery, NYC
- 1988, Claus Runkel Fine Art Ltd., London, UK
- 1988, Madison Art Center, Madison
- 1989, Wessel-O’Connor Gallery, NYC
- 1989, Summer Night Festival, Onikoube, Sendai
- 1990, Bent Sikkema Fine Art, NYC
- 1990, Fahey-Klein Gallery, Los Angeles
- 1990, Faye Gold Gallery, Atlanta
- 1990, Mayan Theatre, Los Angeles
- 1991, Runkel Hue-Williams Gallery, London
- 1991, Galerie Michael Neumann, Düsseldorf
- 1991, Arthur Rogers Gallery, New Orleans
- 1992, Arthur Rogers, NYC
- 1992, Galerie Del Conte, Milwaukee
- 1993, Galerie Bardamu, NYC
- 1996, Faye Gold Gallery, Atlanta
- 1996-1999 Bridgewater/Lustberg, NYC
- 1998, Rai Krishna Das Trust-Banaras, India
- 1999 Birla Academy Of Art And Culture, Kolkata, India
- 2000, Paradise Road Gallery – Colombo, Sri Lanka
- 2000, Dialectica – NYC
- 2001, Bridgewater / Lustberg / Blumenfeld, NYC
- 2002, Centre For Photography As An Art-Form, Mumbai
- 2003, John Stevenson Gallery, NYC
- 2003, Kapil Jariwala Gallery, London
- 2004, Lehmann Leskiw + Schedler, Toronto
- 2005, Basel Art Fair, Miami
- 2005-2006 Melody Weir Gallery, NYC
- 2007, Lehmann Leskiw Fine Art Gallery, Toronto
- 2009 Bharat-India, Galeria AR-PAB, Lisboa
- 2009, "Mujeres en Plural", Museo Foundation Canal, Madrid
- 2010, Ralph Pucci Gallery, NYC
- 2011, Galerie Bernardo Marques, Lisboa, Portugal
- 2011, Matthieu Foss Gallery, Mumbai, India
- 2017, MoMA, New York USA
- 2019, Throckmorton Fine Art, New York, NY